# نلسون، نیو ساوت ولز
نلسون (به انگلیسی: Nelson) یک حومه شهر در استرالیا است که در نیو ساوت ولز واقع شده‌است.